# Mago de Oz (canción)
Mago de Oz es la décima y última canción del álbum de estudio de 1994, Mägo de Oz, del grupo de folk metal del mismo nombre. La música del tema fue compuesta por Salva García, Txus di Fellatio, Mohamed, Chema y Carlitos. La letra de la canción fue escrita por Salva García.
En 1997, el grupo vuelve a entrar al estudio para regrabar el tema, cuando la alineación de la banda cambió. La canción fue incluida como la pista 5 del disco EP, Mägo de Oz, más conocido como “La Bruja”. Las novedades son la inclusión de José Andrëa ocupando el puesto de vocalista en sustitución de Juanma, Frank sustituyendo a Chema, y excluyendo elementos de rock clásico como el saxofón.

## Ficha Técnica de Versión de 1994
- Nombre: Mago de Oz
- Álbum: Mägo de Oz
- Grupo: Mägo de Oz
- Año: 1994

### Alineación
- Juanma Rodríguez - Voz principal
- Txus di Fellatio - Batería
- Carlitos - Guitarra
- Chema - Guitarra
- Salva García - Bajo
- Mohamed - Violín
- Tony Corral - Saxofón

## Ficha Técnica de Versión de 1997
- Nombre: Mago de Oz
- Álbum: Mägo de Oz (popularmente conocido como “La Bruja”)
- Grupo: Mägo de Oz
- Año: 1997

### Alineación
- José Andrëa - Voz principal y teclado
- Txus di Fellatio - Batería
- Carlitos - Guitarra
- Frank - Guitarra
- Salva García - Bajo
- Mohamed - Violín